# Canton de Saint-Denis-de-l'Hôtel
Le canton de Saint-Denis-de-l'Hôtel est une ancienne division administrative française du district d'Orléans situé dans le département du Loiret.

## Histoire
Le canton est créé le 10 février 1790 sous la Révolution française.
Le canton disparaît en 1801 (9 vendémiaire, an X) sous le Consulat. Toutes ses communes sont reversées dans le canton de Chécy.

## Géographie
Le canton de Saint-Denis-de-l'Hôtel comprend les cinq communes suivantes : Bou, Donnery, Fay-aux-Loges, Mardié et Saint-Denis-de-l'Hôtel.